# Libertà personale
La libertà personale, nel diritto costituzionale di un moderno Stato di diritto, è una delle libertà negative riconosciute dalle moderne costituzioni e dichiarazioni dei diritti degli ordinamenti giuridici, consistente nella possibilità di disporre in via esclusiva del proprio essere fisico.

## Nel mondo

### Italia
Il concetto di libertà personale all'interno dell'ordinamento costituzionale italiano è espressamente sancito all'articolo 13, in riferimento alla libertà fisica e morale, che negli ordinamenti di common law si traduce nell Habeas corpus.
Oggetto di questo diritto è la libertà per ciascuno di disporre del proprio essere fisico. Sono quindi limitazioni della libertà personale anzitutto le coercizioni materiali, come l'arresto, la collocazione in un istituto di correzione, ogni forma di detenzione e la perquisizione personale. Altri hanno sostenuto un concetto più ampio del diritto di libertà personale, intesa come libertà psicofisica e pertanto comprensiva anche dei diritti quali il diritto al nome, all'immagine e alla dignità di persona.